# Capitotricha
Capitotricha (Raitv.) Baral (białowłoska) – rodzaj grzybów z rodziny Lachnaceae.

## Systematyka i nazewnictwo
Pozycja w klasyfikacji według Index Fungorum
Lachnaceae, Helotiales, Leotiomycetidae, Leotiomycetes, Pezizomycotina, Ascomycota, Fungi.
Takson utworzyli w 1970 roku Aiv Raitviir i Hans-Otto Baral. W 2025 r. Komisja ds. Polskiego Nazewnictwa Grzybów Polskiego Towarzystwa Mykologicznego zarekomendowała dla rodzaju Capitotricha nazwę białowłoska.
Gatunki
- Capitotricha attenuans (Nyl.) E. Rubio, J. Linde & Baral 2020
- Capitotricha bicolor (Bull.) Baral 1985
- Capitotricha filiformis Ekanayaka & K.D. Hyde 2019
- Capitotricha pterosparti E. Rubio, Tello, Baral & J. Linde 2019
- Capitotricha rubi (Bres.) Baral 1985
- Capitotricha scabrovillosa (W. Phillips) Baral & Järv 2020

Nazwy naukowe i wykaz gatunków na podstawie Index Fungorum.